# كارل فرانكنشتاين
كارل فرانكنشتاين (بالعبرية: קרל פרנקנשטיין‏) (16 فبراير 1905 – 22 يناير 1990)  برفيسور إسرائيلي في التربية الخاصة وعلم التربية.
في عام 1965 حصل على جائزة إسرائيل في مجال التربية. 

## سيرة شخصية
ولد فرانكشتاين عام 1905 في برلين بألمانيا. وفي عام 1927، أكمل دراسته في الفلسفة وعلم النفس في جامعة برلين وجامعة إرلنغن. وخلال دراسته شارك بنشاط في منظمات الإغاثة اليهودية. وبعد فترة إقامة في فرنسا هاجر إلى فلسطين تحت الانتداب البريطاني عام 1935.

## مسيرته الأكاديمية
من عام 1935 حتى عام 1965 عمل محاضرًا وعضو هيئة تدريس في عدد من المؤسسات التعليمية، بما في ذلك مدرسة الخدمة الاجتماعية التابعة للمجلس القومي اليهودي، ومدارس تربية الأطفال، وكليات التدريس، ومنظمة عاليات هانوعار وقسم علم الجريمة في الجامعة العبرية في القدس.
في عام 1937 عين كأول ضابط لتدريب الصغار في البلاد.  كما عمل كحلقة وصل بين اللجنة الوطنية وسلطات الانتداب البريطاني في مجال الرعاية والتعليم. وكان أيضًا نشطًا في تمثيله للمجلس الوطني فيما يتعلق بالرعاية الاجتماعية والتعليمية للأطفال من الأسر اليهودية المزراحية.
في عام 1948 بعد قيام دولة إسرائيل، عين رئيسًا لمعهد هنريتا شولد (المعهد الوطني للبحوث في العلوم السلوكية) في القدس. وشغل هذا المنصب حتى عام 1953.
ومن عام 1951 حتى تقاعده في عام 1969، كان فرانكشتاين عضوًا في هيئة التدريس في الجامعة العبرية في القدس، وكان بروفيسورا في علم التربية وعلم التربية الخاصة (لذوي الاحتياجات الخاصة). وكانت مجالات دراسته الرئيسية هي علم الاجتماع التنموي، وجنوح الأحداث، وإعادة تأهيل الذكاء، ومشاكل استيعاب المهاجرين، وطرق التفكير، وعلم النفس والاعتلال النفسي.
وبعد تقاعده من الجامعة، عمل كمحرر لمجلة "Magamot" (اتجاهات).

## الجوائز والتقدير
- في عام 1965 حصل فرانكشتاين على جائزة إسرائيل في مجال التعليم. [2]

## الأعمال المنشورة
نُشرت أفكار وأبحاث فرانكشتاين في العديد من الكتب، باللغة العبرية في المقام الأول، ولكن من بينها ثمانية باللغة الإنجليزية وأربعة بالألمانية.